# Uzandı Deresi
L’Uzandı Deresi, Zondi Deresi, Tabakhane Çayı (« fiume della conceria ») è un fiume turco tagliato dalla diga di Gebere, che attraversa la città di Niğde, ed in seguito è tagliato dalla diga di Akkaya prima di perdersi nelle alte pianure a sud est del distretto di Bor ai 1100 m.